# Kloster Val-Dieu
Das Kloster Val-Dieu (lat. Abbatia Vallis Dei; altniederländisch: Goidsdaele; dt. Abtei Gottesthal) ist eine etwa 4 km westlich der Gemeinde Aubel in der belgischen Provinz Lüttich gelegene  Klosteranlage einer ehemaligen Zisterzienserabtei.

## Geschichte
Im 12. Jahrhundert kamen die ersten Zisterziensermönche in das damalige Hochstift Lüttich und gründeten die Abtei Hocht in Neerharen, unweit der Stadt Maastricht, als Tochterkloster von Kloster Eberbach.

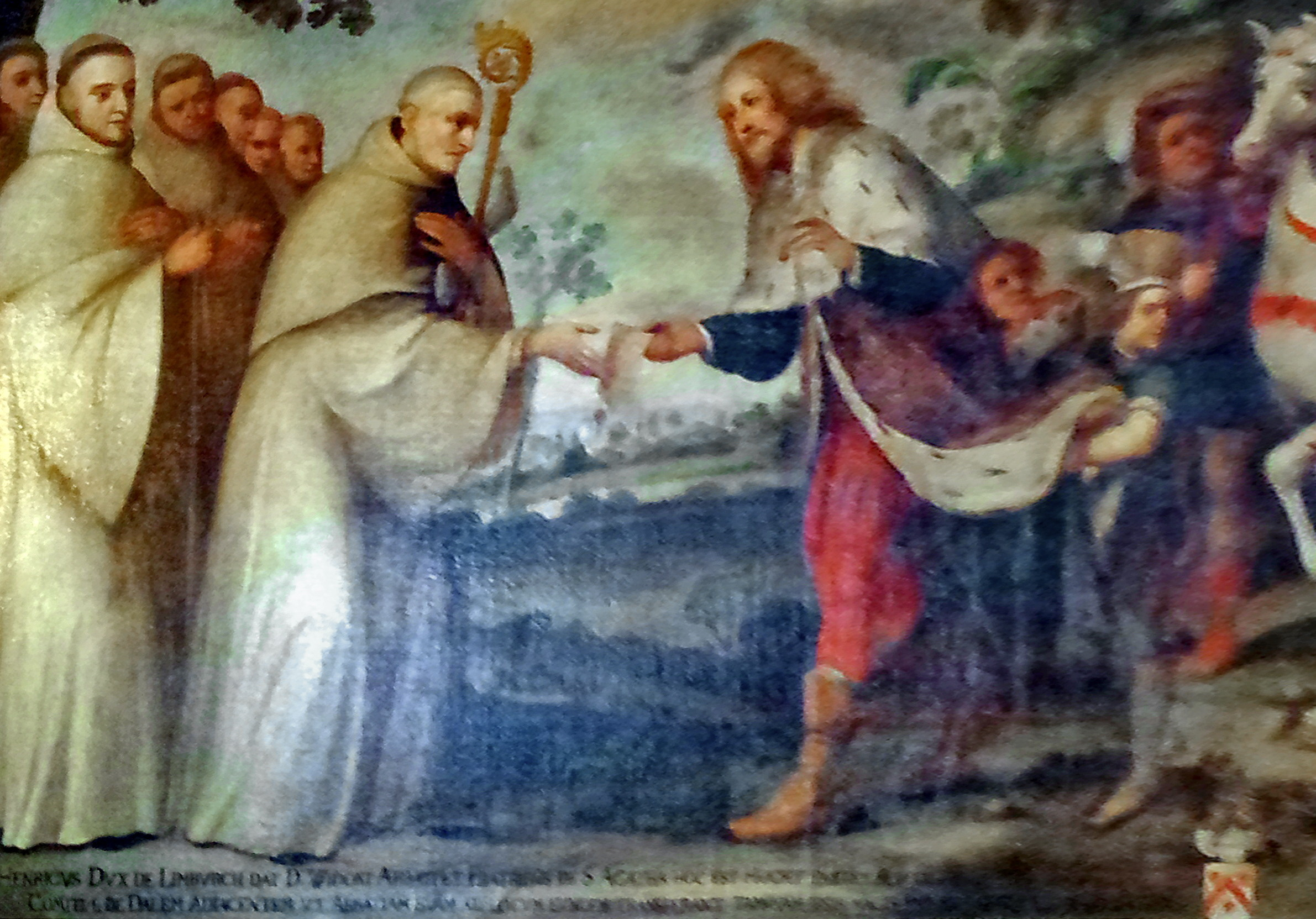
Schenkung von Heinrich III. von Limburg, Ölgemälde (17. Jhd.) in der St.-Pauls-Kathedrale in Lüttich

Die Errichtung der Abtei Val-Dieu wurde 1216 nach einer Schenkung des Herzogs von Limburg und Grafen von Daelhem Heinrich III. durch Mönche von Kloster Hocht möglich. Es wurde an einem Standort in der Nähe von Aubel, im fruchtbaren Tal des Flüsschens Berwinne errichtet. Es gehörte damit der Filiation der Primarabtei Clairvaux an.
Das Kloster prosperierte zunächst, erlitt jedoch schon gegen Ende des 13. Jahrhunderts eine Krise. Bis 1625 mussten sich die Mönche in ihr Refugium ins 15 km entfernte Visé zurückziehen, da 1575 die Abtei von (protestantischen) niederländischen Truppen in Brand gesetzt worden war. 1796 wurde sie säkularisiert. Der letzte Abt Jakob Uls erwarb 1805 ein Teil der Gebäude (darunter die Abteikirche), die später an seine Erben fielen.
1840 gelang es dem letzten Konventualen der alten Abtei, Bernhard Klinkenberg aus Aachen, die Gebäude wieder zu erwerben, worauf Val-Dieu 1844 durch Zisterzienser aus Bornem wiederbesiedelt werden konnte. Pater Klinkenberg wurde Abt und zum Wiederbegründer der Abtei. Die Abteikirche wurde gegen Ende des 19. Jahrhunderts im neugotischen Stil neu errichtet und 1884 geweiht. Es haben sich einige Architekturelemente aus dem 13. Jahrhundert erhalten, so die romanische Totenpforte, die Sakristei und zwei Kapellen. Der Turm wurde erst 1934 angefügt. Zwischen 1996 und 2000 leitete der emeritierte Abt von Hauterive, Bernhard Kaul, als Prior das Kloster, bis er 2000 in die Schweiz zurückkehrte.
Bis 2001 war das Kloster von Mönchen bewohnt. Heute lebt und arbeitet hier eine zisterziensische Laiengemeinschaft. Ihre Hauptaufgaben sind die Pflege des Gebetes und des innerklösterlichen Lebens, die Betreuung von Pilgern sowie Exerzitien.
In der hauseigenen Brauerei werden seit 1997 wieder mehrere Abteibiere gebraut, die überregional im Einzelhandel sowie neben der Braustätte im Klosterladen vermarktet werden.
Das Kloster diente als Drehort für die Krimiserie Wilsberg in den Episoden Im Namen der Rosi und Gottes Werk und Satans Kohle.

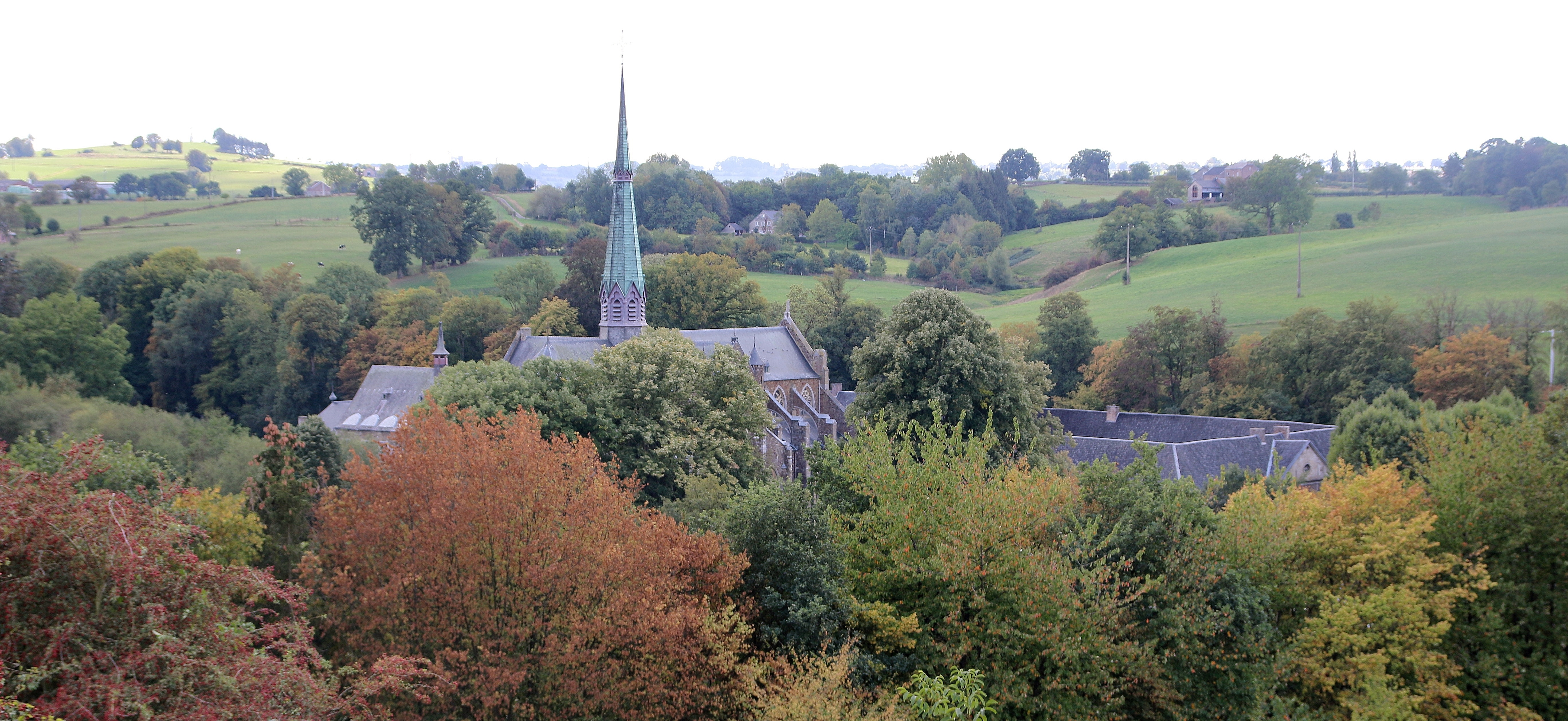
ehemaliges Zisterzienserkloster Val Dieu im Tal der Berwinne
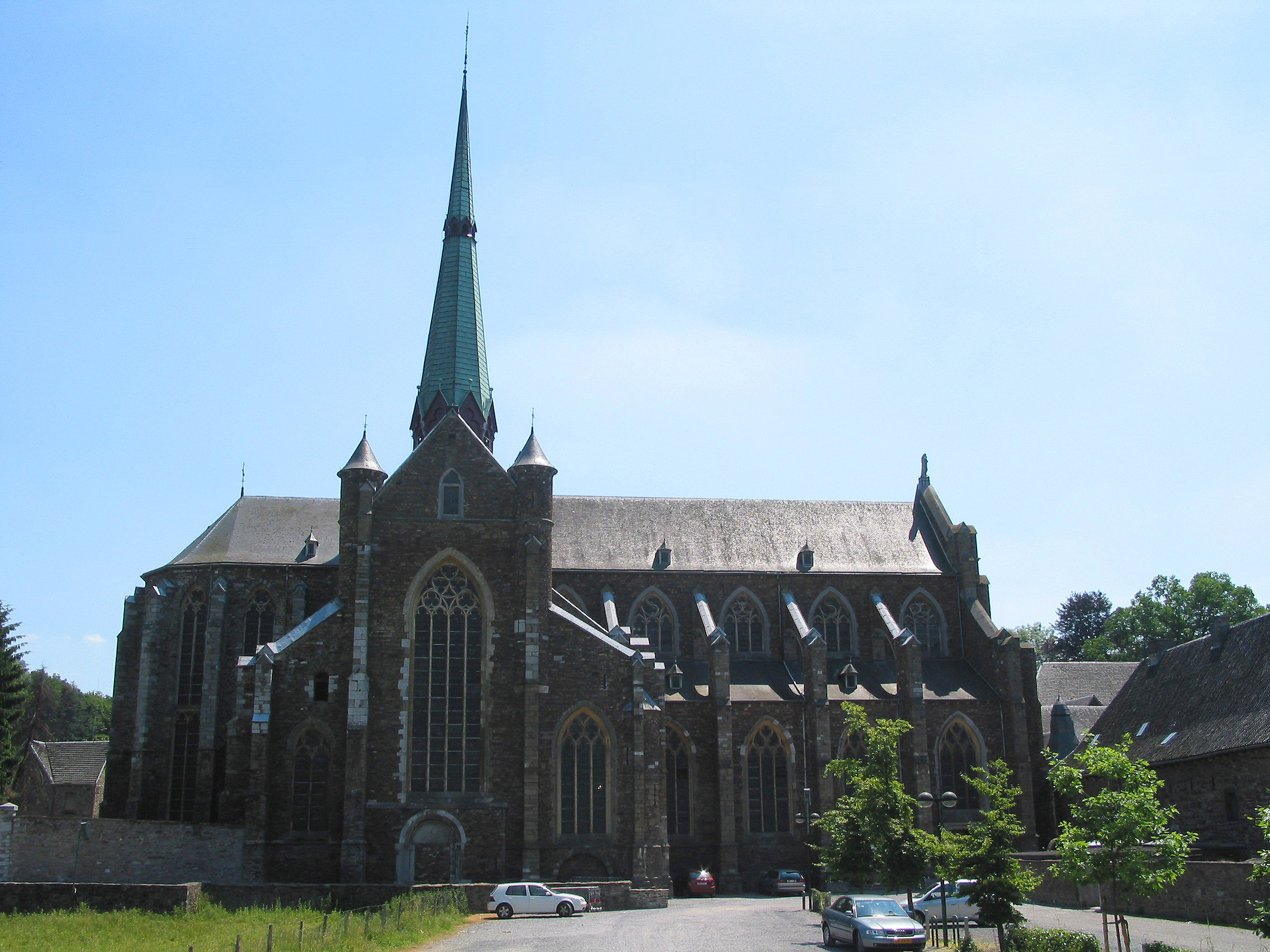
Abteikirche von Val-Dieu
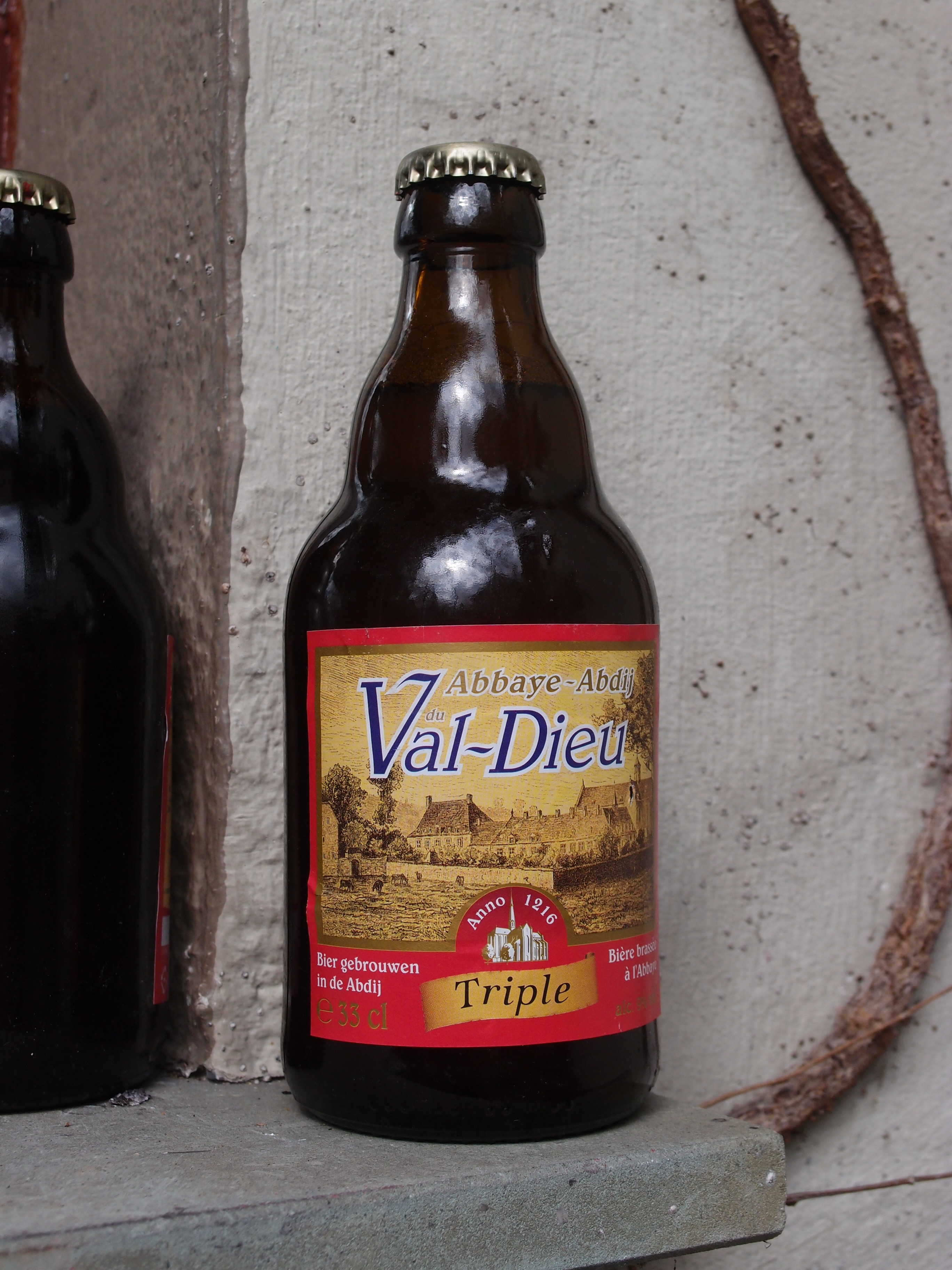
Klosterbier Val-Dieu Triple